# Namibia en los Juegos Olímpicos de París 2024
Namibia estuvo representada en los Juegos Olímpicos de París 2024 por cuatro deportistas, dos hombres y dos mujeres, que compitieron en tres deportes.
Los portadores de la bandera en la ceremonia de apertura fueron los ciclistas Alex Miller y Vera Looser. El equipo olímpico namibio no obtuvo ninguna medalla en estos Juegos.